# Heinrich Giesl von Gieslingen

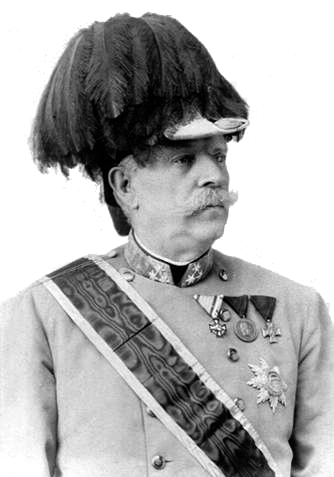
Heinrich Karl Giesl Freiherr von Gieslingen (um 1890)

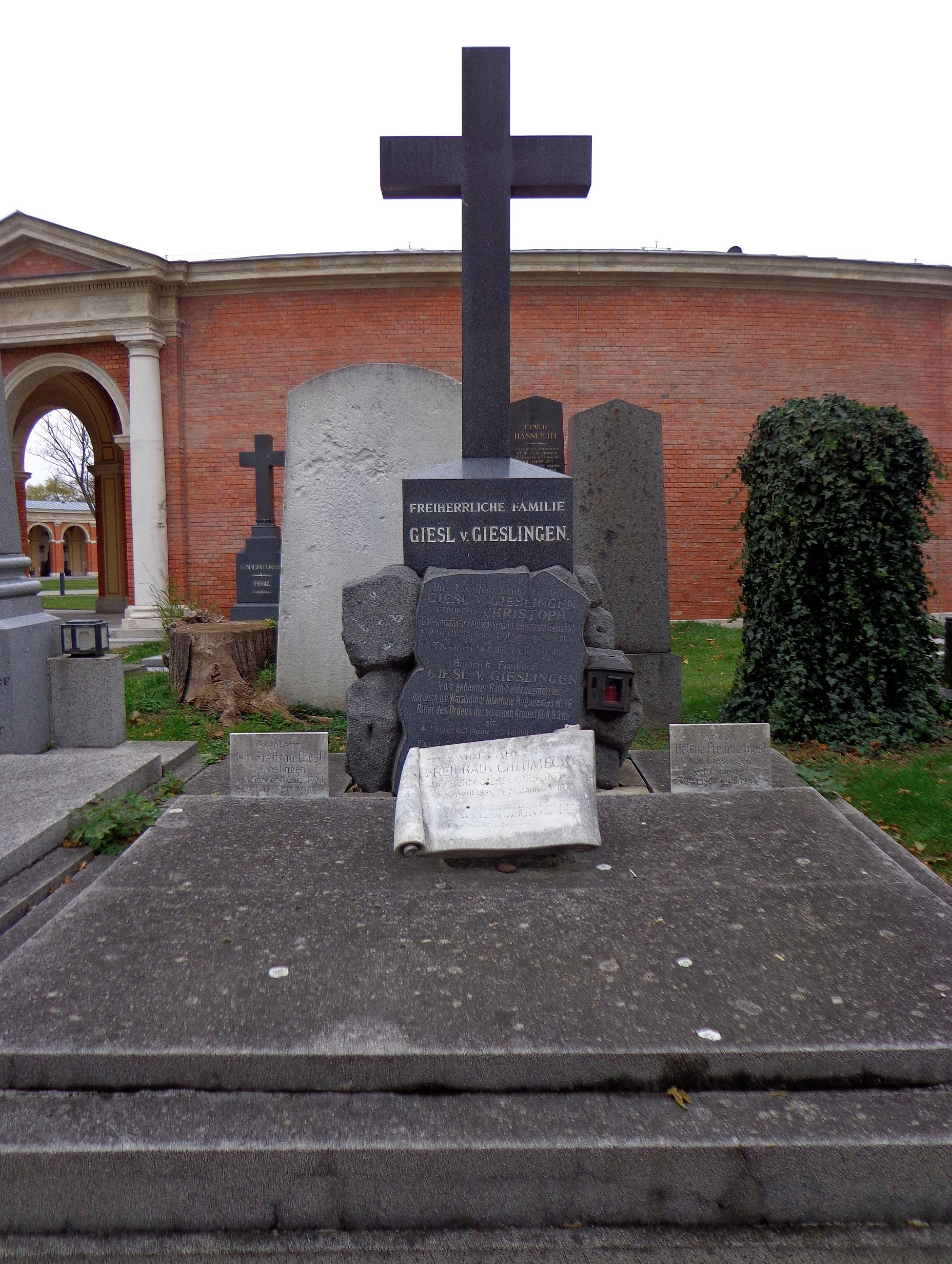
Wiener Zentralfriedhof – Grab der Freiherren Giesl von Gieslingen, in dem u. a. Heinrich und Arthur Giesl von Gieslingen bestattet sind.

Heinrich Freiherr Giesl von Gieslingen (* 7. August 1821 in Olmütz; † 2. Juli 1905 in Wien) war ein österreichischer General.

## Leben

### Herkunft
Heinrich Karl war der Sohn des in Olmütz stationierten kaiserlichen Offiziers Johann Giesl von Gieslingen.

### Militärkarriere
Der damalige Oberleutnant machte bei der Niederschlagung der Revolution von 1848/49 auf sich aufmerksam. Während der Wiener Oktoberrevolution begleitete Gieslingen Kaiser Ferdinand und den Wiener Hof bei der Flucht nach Olmütz. Anschließend schloss er sich jenem Heer an, das Wien von den Aufständischen zurückeroberte. Dabei wurde er bei Kämpfen in der Leopoldstadt verwundet.
Von seinen Verletzungen genesen, wurde er in Ungarn bei der Niederschlagung des dortigen Unabhängigkeitsaufstandes eingesetzt. 1849 kämpfte er unter anderem bei Vác (Waitzen), bei Nagy-Sarló, bei Komorn und war an der Eroberung von Győr (Raab) beteiligt. Für seine Einsätze wurden ihm das Militärverdienstkreuz sowie der Orden der Eisernen Krone III. Klasse verliehen; mit letzterer Auszeichnung war seine 1863 erfolgte Erhebung in den Ritterstand verbunden.
1856 wurde Giesl Stabsoffizier in einem in Ungarn stationierten k. k. Gendarmerieregiment. 1865 wurde ihm das Kommando der Wiener Militär-Polizeiwache übertragen. Nach zwei Infanterieregimentskommandos wurde er 1871 zum „Gendarmerie-Inspector“ ernannt und mit der Reorganisierung der Gendarmerie beauftragt. 1874 erfolgte die Beförderung zum Generalmajor, fünf Jahre später zum Feldmarschallleutnant. 1883 wurde Giesl mit dem Orden der Eisernen Krone II. Klasse ausgezeichnet und aufgrund der Ordensstatuten in den Freiherrenstand erhoben. 1884 wurde er zum Inhaber des Warasdiner Infanterie-Regiments Nr. 16, 1889 zum Feldzeugmeister befördert. Josef Dobeš widmete ihm den „Gieslingen-Marsch“, der dem Warasdiner Infanterie-Regiments Nr. 16 bis 1918 als Regimentsmarsch diente.

### Familie
Giesl war seit 22. November 1849 mit Emilie Christoph verheiratet, welche am 20. September 1885 in Meran verstarb. Aus der Ehe gingen neben zwei Töchtern die Söhne Arthur und Wladimir hervor.
Am 16. November 1892 ehelichte Giesl Maria Ludovica Karolina Schön Edle von Liebingen (* 10. Mai 1869 in Brünn), Tochter des Senatspräsidenten Robert Schön Edler von Liebingen; das Ehepaar lebte in Wien.
Heinrich Karl Giesl Freiherr von Gieslingen wurde am 4. Juli 1905 „im eigenen Grabe“ auf dem Wiener Zentralfriedhof beigesetzt.